# Junkers (condensatieketel)
Junkers is een internationale fabrikant van Duitse origine, actief in het domein van warmwaterbereiding, verwarming, warmtepompen,  verwarmingsregeling en systemen voor zonne-energie.
Het was Hugo Junkers die in 1895 een fabriek stichtte in het Duitse Dessau voor de productie van de eerste gasgeisers. Tijdens de Eerste Wereldoorlog werd de fabriek omgevormd voor de bouw van Junkers-vliegtuigen. Tijdens de crisis van 1932 werd Junkers & Co verkocht aan de Robert Bosch AG.
Junkers maakt deel uit van de Duitse groep Bosch Thermotechnik gevestigd in het Duitse Wernau en is ontstaan vanuit de Robert Bosch GmbH, een van de grootste private industriële ondernemingen ter wereld. De groep Thermotechnik realiseerde in 2009 wereldwijd met ongeveer 12.900 werknemers een omzet van 3,9 miljard euro.
In België werd Junkers in de markt gezet door nv Servico, gevestigd te Aartselaar en sinds 75 jaar alleeninvoerder van Junkers in België. Op 18 december 2008 kocht de groep Bosch Thermotechnik 100% van de bedrijfsaandelen van Servico. 
Bosch Thermotechnik kondigde met de start van Batibouw 2018 dat de naam Junkers zou verdwijnen op de Belgische markt en zou vervangen worden door Bosch.
De Junkers-bijdrage voor de toekomst bestaat in het ontwikkelen van producten die milieuvriendelijk zijn, het handhaven van gunstige arbeidsvoorwaarden in alle vestigingen en het milieubewust handelen in denken en doen.